# Centre international Escarré pour les minorités ethniques et les nations
Le Centre international Escarré pour les minorités ethniques et les nations (CIEMEN) (en catalan : Centre Internacional Escarré per a les Minories Ètniques i les Nacions) est une association créée en 1974 par Aureli Argemí (ca), ancien moine de l'abbaye de Montserrat et ancien secrétaire de l'abbé Aureli Maria Escarré (ca). Le CIEMEN promeut la connaissance et la reconnaissance non seulement de la réalité nationale catalane, mais également des minorités nationales du monde en général et de l'Europe en particulier.

## Présentation
Le CIEMEN agit comme un centre de documentation spécialisé sur les minorités ethniques et les nations. Il organise des conférences nationales et internationales. Il édite depuis 2007 le journal numérique Nationalia, après avoir publié Minoranze, puis Altres Nacions et enfin jusqu'en 2010 Europa de les Nacions.
Il a présenté à l'ONU une proposition sur le droit universel des « langues propres ».
Il a participé à l'organisation à Barcelone en juin 1996 de la Conférence mondiale des droits linguistiques qui a adopté une Déclaration universelle des droits linguistiques
Le CIEMEN fait partie du réseau Mercator de documentation sur les législations et les droits linguistiques des quarante millions de citoyens qui parlent une langue minoritaire en Europe.

## Revues et site d'actualité
- Minoranze (Minorités) est une revue publiée en Italie et en italien de 1974 à 1978 avec l'objectif de sensibiliser le public à la question des petites nations européennes. Y ont été publiés des dossiers sur la Sardaigne, le Frioul, la Vallée d'Aoste, les Arbëresh d'Italie et d'autres minorités. En 1978 , la revue est remplacée par Altres Nacions.
- Altres Nacions (Autres Nations) est une revue publiée de 1978 à 1987, dirigée par Aureli Argemí, qui continue le travail de la revue Minoranze. Elle est consacrée aux minorités ethniques et aux nations sans État. Ont été publiés des dossiers sur l'Occitanie, le Québec, la Corse, le Kosovo, la Bosnie-Herzégovine et la situation linguistiques au Pays de Galles, l'Irlande et la Flandre.
- Europa de les Nacions (L'Europe des nations) est une revue trimestrielle publiée par le CIEMEN de novembre 1987 à fin 2010[2]. La revue est publiée en catalan de 1987 à 1992, en catalan et en anglais de 1992 à 2002, et simplement en catalan de 2003 à 2010. Elle se consacre à faire connaître la réalité des nations sans État, les minorités ethniques et les langues minoritaires, principalement d'Europe.
- Nationalia a été lancé par le CIEMEN en juillet 2007. C'est un journal numérique d'actualité sur les nations sans Etat d'Europe et du monde avec des informations journalières actualisées et des fiches monographiques sur la situation de divers peuples et nations sans État d'Europe. Nationalia est publiée en catalan et en anglais.

## Publications
- (ca) Dret i minories nacionals - Relacions linguistiques occitano-catalanes : Premières Journées du Ciemen, Abbaye Saint-Michel de Cuxa, 22-29 août 1976 [« Droit et minorités nationales - Relations linguistiques occitano-calatanes »], Publicacions de l'Abadia de Montserrat, coll. « Nationalia » (no 1), 1977, 144 p. (ISBN 978-847202140-2)
- (ca) Balears-Pitiuses, Corsega, Sardenya per les reivindicacions nacionals : Deuxièmes Journées du Ciemen, Abbaye Saint-Michel de Cuxa, 16-22 août 1977 [« Baléares-Pityuses, Corse, Sardaigne pour les revendications nationales »], Publicacions de l'Abadia de Montserrat, coll. « Nationalia » (no 2), 1978 (ISBN 978-847202294-2)
- (ca) Les autonomies en diferents estats : experiencies i perspectives : Troisièmes Journées du Ciemen, Abbaye Saint-Michel de Cuxa, 16-23 août 1978 [« Les autonomies dans différents États : expériences et perspectives »], Publicacions de l'Abadia de Montserrat, coll. « Nationalia » (no 3), 1979, 410 p. (ISBN 978-8-47202338-3)
- (ca) Fet nacional, llengua, territori, migracions : paisos catalans, Euskadi, ... Flandes : Quatrièmes Journées du Ciemen, Abbaye Saint-Michel de Cuxa, 16-23 août 1979 [« Fait national, langue, territoire, migrations : Pays catalans, Pays basque,... Flandres »], Publicacions de l'Abadia de Montserrat, coll. « Nationalia » (no 4), 1980, 261 p. (ISBN 978-8-47202384-0)
- (ca) Ensenyament de la llengua i mitjans de comunicacio social : Cinquièmes Journées du Ciemen, Abbaye Saint-Michel de Cuxa, 18-24 août 1980 [« Enseignement de la langue et moyens de communication sociaux »], Publicacions de l'Abadia de Montserrat, coll. « Nationalia » (no 5), 1981, 284 p. (ISBN 978-8-47202468-7)